# Mario Giuseppe Mirone
Mario Giuseppe Mirone (Catania, 2 maart 1789 – 17 februari 1864) was een Italiaans prelaat in de 19e eeuw. Hij was achtereenvolgens bisschop van Sulmona-Valva (1840-1853) in de Pauselijke Staat en bisschop van Noto (1853-1864) in het koninkrijk der Beide Siciliën en het eengemaakte koninkrijk Italië.

## Levensloop

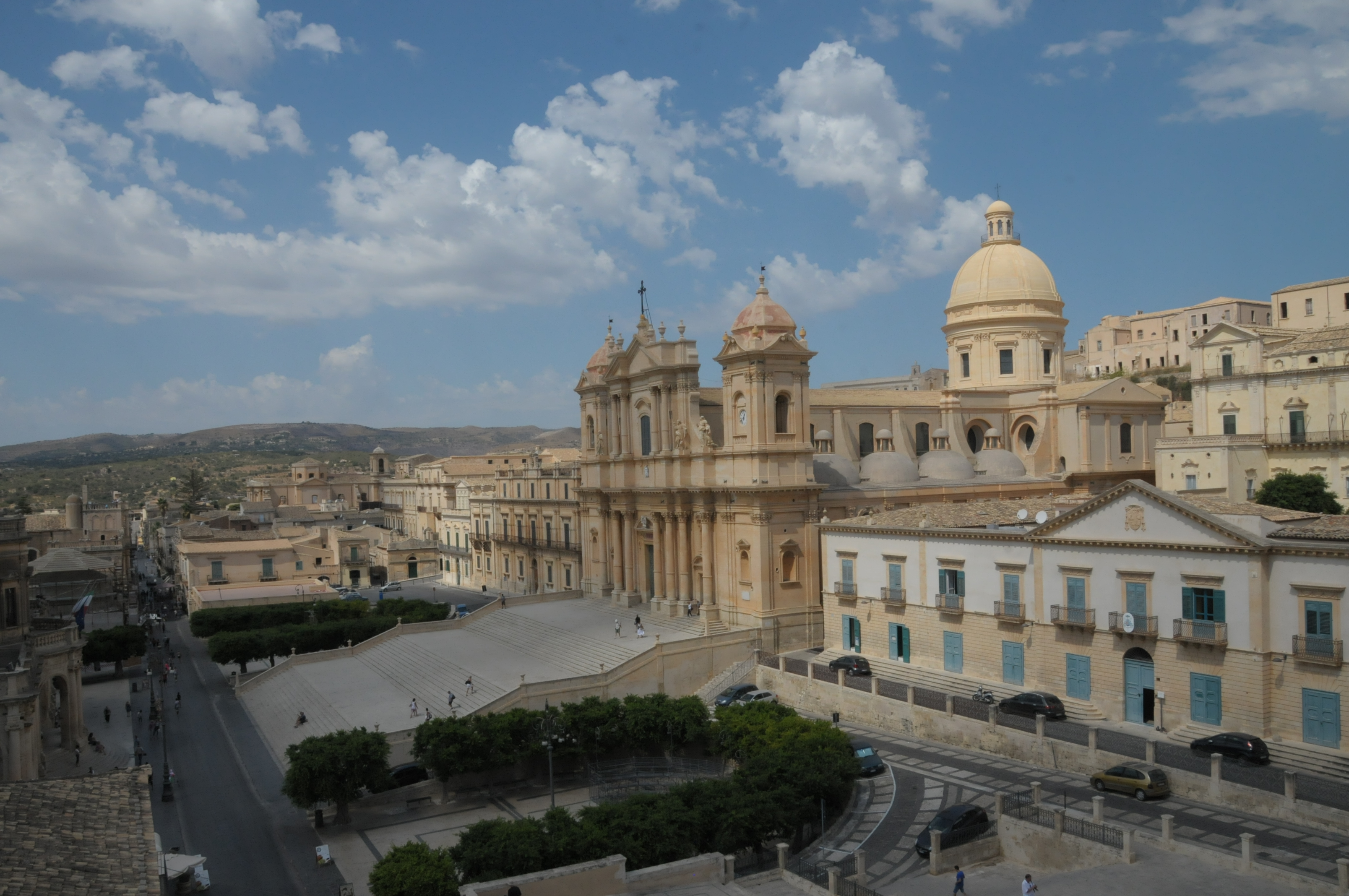
Rechts van de kathedraal van Noto: het bisschoppelijk paleis aangekocht door Mirone

Mirone groeide op in Sicilië. Hij werd priester gewijd in 1813. Paus Gregorius XVI benoemde hem in 1840 tot bisschop van Sulmona-Valva in de Abruzzen, op het vasteland van Italië. De bisschopswijding vond in Rome plaats, in de basiliek Santi XII Apostoli. Paus Pius IX transfereerde hem naar Sicilië, meer bepaald naar het bisdom Noto in het jaar 1853. 
In Noto kocht hij zich een bisschoppelijk paleis: het ging om de zuidelijke vleugel van het paleis van ridder Giuseppe Trigona, markies van Canicarao. De stad Noto en de staat Beide Siciliën bezorgden de nodige fondsen. Het paleis is gelegen naast de kathedraal van Noto. Op het fronton liet Morone zijn wapenschild beitelen. 
In 1860 maakte hij de afschaffing mee van het koninkrijk der Beide Siciliën. Italië was de nieuwe eengemaakte staat. In 1861 wijdde hij de kathedraal van Noto opnieuw in. De kathedraal was gerestaureerd nadat het dak was ingestort tijdens de aardbeving van 1848.